# بيركلي سبرينغز (فيرجينيا الغربية)
بيركلي سبرينغز (بالإنجليزية: Berkeley Springs, West Virginia) هي بلدة تقع بولاية فيرجينيا الغربية في الولايات المتحدة. تبلغ مساحتها 0.88 (كم²)، وترتفع عن سطح البحر م، بلغ عدد سكانها 624 نسمة في عام 2010 حسب إحصاء مكتب تعداد الولايات المتحدة وتصل الكثافة السكانية فيها 708.6 نسمة/كم2.

## التركيبة السكانية
قام مكتب تعداد الولايات المتحدة بتحديد بيانات التركيبة السكانية لبيركلي سبرينغز في تعداد الولايات المتحدة. في ما يلي، التركيبة السكانية حسب تعدادي 2000 و2010.

### تعداد عام 2000
بلغ عدد سكان بيركلي سبرينغز 663 نسمة بحسب تعداد عام 2000، وبلغ عدد الأسر 331 أسرة وعدد العائلات 160 عائلة مقيمة في البلدة.
وتوزع التركيب العرقي للبلدة بنسبة 0.8% من عرقين مختلطين أو أكثر.
بلغ عدد الأسر 331 أسرة كانت نسبة 20.5% منها لديها أطفال تحت سن الثامنة عشر تعيش معهم، وبلغت نسبة الأزواج القاطنين مع بعضهم البعض 35.6% من أصل المجموع الكلي للأسر، ونسبة 10.0% من الأسر كان لديها معيلات من الإناث دون وجود شريك، وكانت نسبة 51.4% من غير العائلات. تألفت نسبة 46.5% من أصل جميع الأسر من أفراد ونسبة 25.1% كانوا يعيش معهم شخص وحيد يبلغ من العمر 65 عاماً فما فوق. وبلغ متوسط حجم الأسرة المعيشية 2.85، أما متوسط حجم العائلات فبلغ 1.98.
بلغ العمر الوسطي للسكان 41 عاماً. وكانت نسبة 11.0% بين الثامنة عشر والأربعة وعشرون عاماً، ونسبة 23.4% كانت واقعةً في الفئة العمرية ما بين الخامسة والعشرون حتى والأربعة وأربعون عاماً، ونسبة 22.3% كانت ما بين الخامسة والأربعون حتى الرابعة والستون، يوجد لكل 100 أنثى 80.2 ذكر، ويوجد لكل 100 أنثى في الثامنة عشر من عمرها فما فوق 77.4 ذكر.
بلغ متوسط دخل الأسرة في البلدة 24,934 دولار، أما متوسط دخل العائلة فبلغ 33,333 دولار. وكان متوسط دخل الذكور 25,156 دولار مقابل 23,611 دولار للإناث. وسجل دخل الفرد الخاص بالبلدة 14,917 دولار. وكانت نسبة 13.4% من العائلات ونسبة 18.7% من السكان تحت خط الفقر، وكان من هؤلاء نسبة 26.8% تحت سن الثامنة عشر ونسبة 15.7% في الخامسة والستين من العمر وما فوق.

### تعداد عام 2010
بلغ عدد سكان بيركلي 8,978 نسمة بحسب تعداد عام 2010، وبلغ عدد الأسر 3,275 أسرة وعدد العائلات 2,310 عائلة مقيمة في المدينة. في حين سجلت الكثافة السكانية 1,806.4 نسمة لكل ميل مربع (697.5/كم2). وبلغ عدد الوحدات السكنية 3,776 وحدة بمتوسط كثافة قدره 759.8 لكل ميل مربع (293.4/كم2).
وتوزع التركيب العرقي للمدينة بنسبة 14.3% من البيض و 0.2% من الأمريكيين الأصليين و 0.4% من الأمريكيين ذوي الأصول الآسيوية و 0.1% من سكان جزر المحيط الهادئ و 81.8% من الأمريكيين الأفارقة و 1.7% من عرقين مختلطين أو أكثر.
بلغ عدد الأسر 3,275 أسرة كانت نسبة 42.3% منها لديها أطفال تحت سن الثامنة عشر تعيش معهم، وبلغت نسبة الأزواج القاطنين مع بعضهم البعض 25.6% من أصل المجموع الكلي للأسر، ونسبة 37.7% من الأسر كان لديها معيلات من الإناث دون وجود شريك، بينما كانت نسبة 7.2% من الأسر لديها معيلون من الذكور دون وجود شريكة وكانت نسبة 29.5% من غير العائلات. تألفت نسبة 24.9% من أصل جميع الأسر من أفراد ونسبة 8.3% كانوا يعيش معهم شخص وحيد يبلغ من العمر 65 عاماً فما فوق. وبلغ متوسط حجم الأسرة المعيشية 3.26، أما متوسط حجم العائلات فبلغ 2.74.
بلغ العمر الوسطي للسكان 32.3 عاماً. وكانت نسبة 30.5% من القاطنين تحت سن الثامنة عشر، وكانت نسبة 9.6% بين الثامنة عشر والأربعة وعشرون عاماً، ونسبة 25.7% كانت واقعةً في الفئة العمرية ما بين الخامسة والعشرون حتى والأربعة وأربعون عاماً، ونسبة 23.4% كانت ما بين الخامسة والأربعون حتى الرابعة والستون، ونسبة 10.8% كانت ضمن فئة الخامسة والستون عاماً فما فوق. وتوزع التركيب الجنسي للسكان بنسبة 44.9% ذكور و55.1% إناث.

## وصلات خارجية
- http://www.berkeleysprings.com/
- The US50 - Cities and Towns in West Virginia State
- West Virginia Cities and Towns, Facts, Map, Flag, Colleges, Government, and More